# Wirth-törvény
Wirth törvénye kimondja, hogy a szoftverek komplexitása gyorsabb ütemben bővül, mint amivel a hardver fejlődése lépést tudna tartani. Megfogalmazója, Niklaus Wirth, részletesen tárgyalja a témát a Computer magazinban „Esdeklés a karcsú szoftverekért” címmel 1995-ben megjelent cikkében. Az 1990-es években ez olyan formában élt tovább, hogy amit az Intel hozzátesz a géphez, azt a Microsoft lenyeli. Összességében a szoftverek hatékonysága 18 hónaponként a felére esik vissza.